# Björkviks socken
Björkviks socken i Södermanland ingick i Jönåkers härad, ingår sedan 1971 i Katrineholms kommun och motsvarar från 2016 Björkviks distrikt.
Socknens areal är 229,59 kvadratkilometer, varav 195,10 land. År 2000 fanns här 1 556 invånare. Herrgårdarna Danbyholm och Hagbyberga samt tätorten och kyrkbyn Björkvik, med sockenkyrkan Björkviks kyrka, ligger i socknen. Andra större egendomar i socknen är Hovsta, Marieberg, Valla och Virå.

## Administrativ historik
Björkvik omtalas i dokument första gången 1314 (de Birkiuik). Vid kommunreformen 1862 övergick socknens ansvar för de kyrkliga frågorna till Björkviks församling och för de borgerliga frågorna till Björkviks landskommun. Landskommunen uppgick 1971 i Katrineholms kommun.
1 januari 2016 inrättades distriktet Björkvik, med samma omfattning som församlingen hade 1999/2000.  
Socknen har tillhört län, fögderier, tingslag och domsagor enligt vad som beskrivs i artikeln Jönåkers härad. Byarna Axsjö, Blacka kvarn, Bondegården, Bossbol, Dragsta, Fall, Grova, Harpebol, Hjulbo, Hofsta, Hönebäck, Järnbol, (Västra) Kulltorp, Lindby, Listorp, Lönnberga, Munkebo, Mörtbol, Skarendal, Skolsta, Skråmberga, Skuttinge, Smedsbol, Sten, Tegnebol, Torsebro, Uppland, Valla, Väsby, (Västra) Å, Åkfors, Åminne och
Ödesäng hörde tidigare till Oppunda härad.   De indelta soldaterna tillhörde Södermanlands regemente, Livkompaniet.

## Geografi
Björkviks socken ligger väster om sjön Yngaren med Kolmården i sydväst och Åkeforsån i nordost. Socknen har odlingsbygd i nordost vid Yngaren och kuperad skogsbygd i sydväst.
Tors stenar, även kallade Näckensborg, är stora flyttblock eller så kallade jättekast belägna vid Ödesäng norr om tätorten. 

## Fornlämningar
Från stenåldern finns flera fynd i den västra delen. I östra delen finns spridda gravar och boplatser från bronsåldern samt gravfält från järnåldern. På Borgarberget söder om Bjärken finns resterna av en fornborg. 

## Namnet
Namnet (1314, Birkeuik) kommer ursprungligen från en vik av Yngaren där Björkviks ödekyrka ligger.

## Kända personer från socknen
- Ernfrid Bogstedt - Konstnär, porträttfotograf.
- Elisabeth Lord - Sångerska.

## Bilder

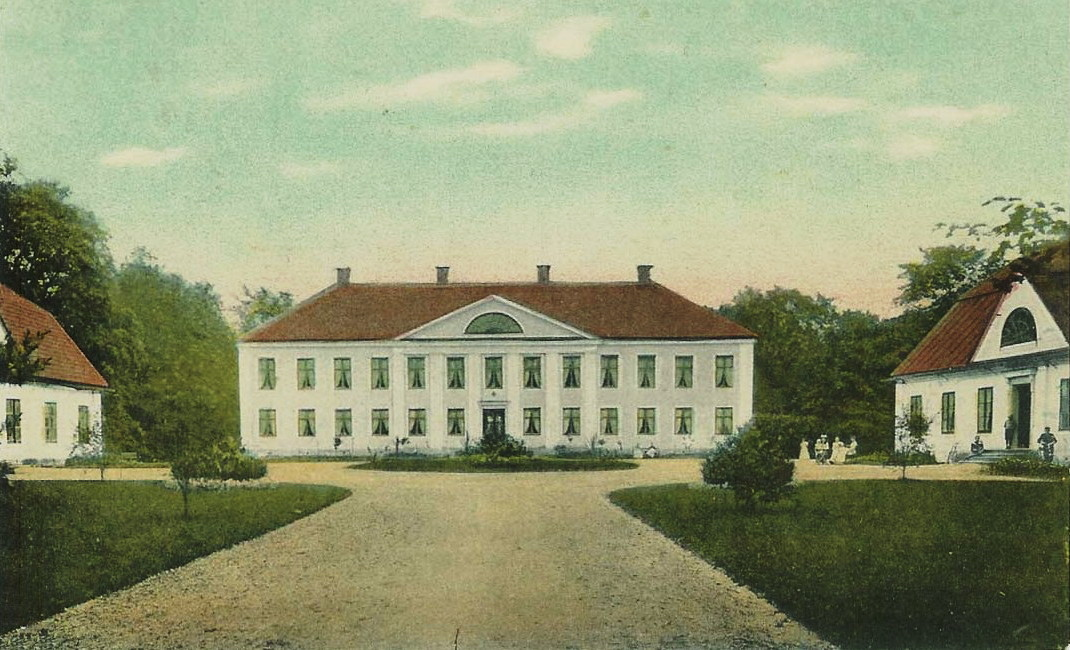
Godset Hagbyberga, 1920.
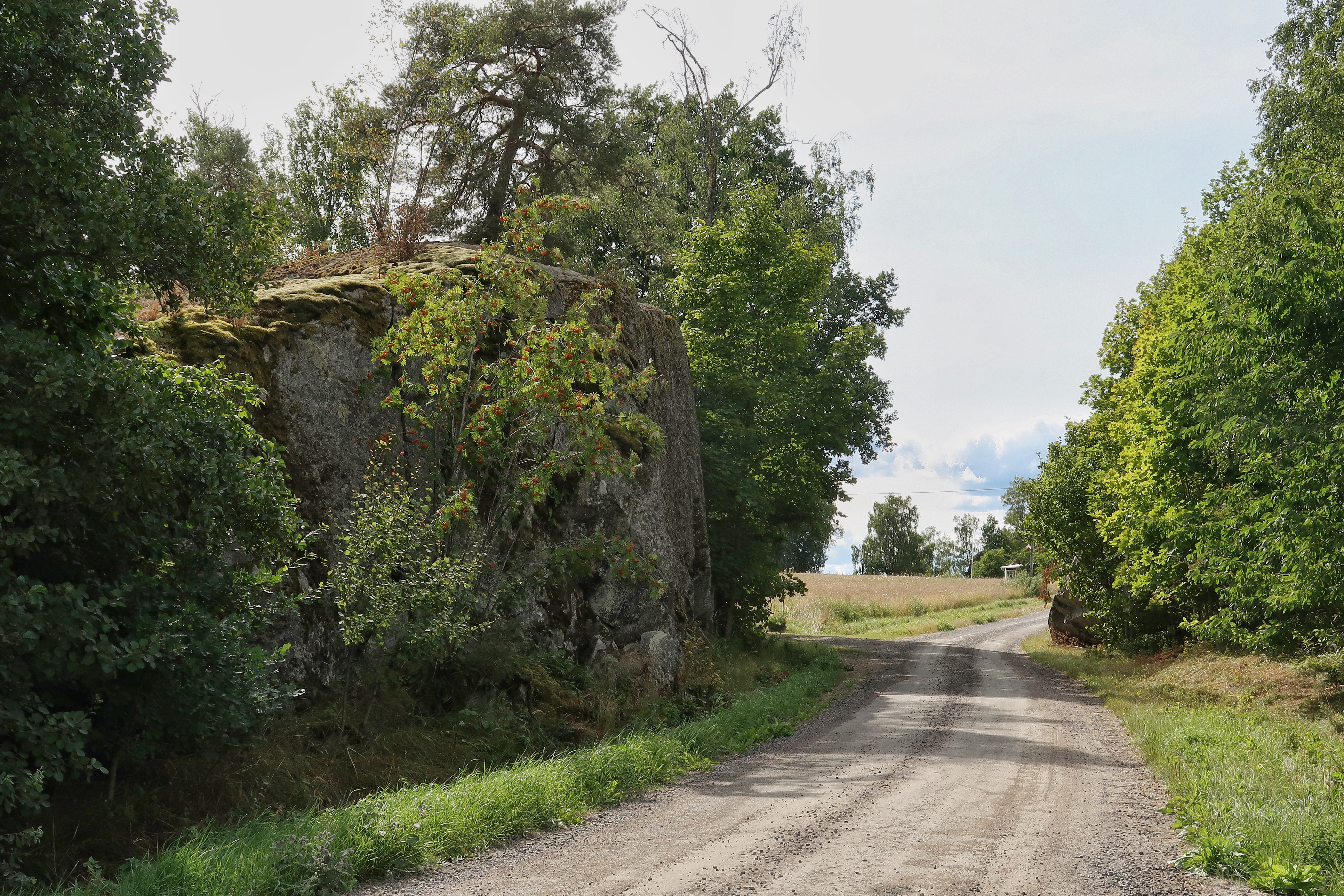
Tors stenar.
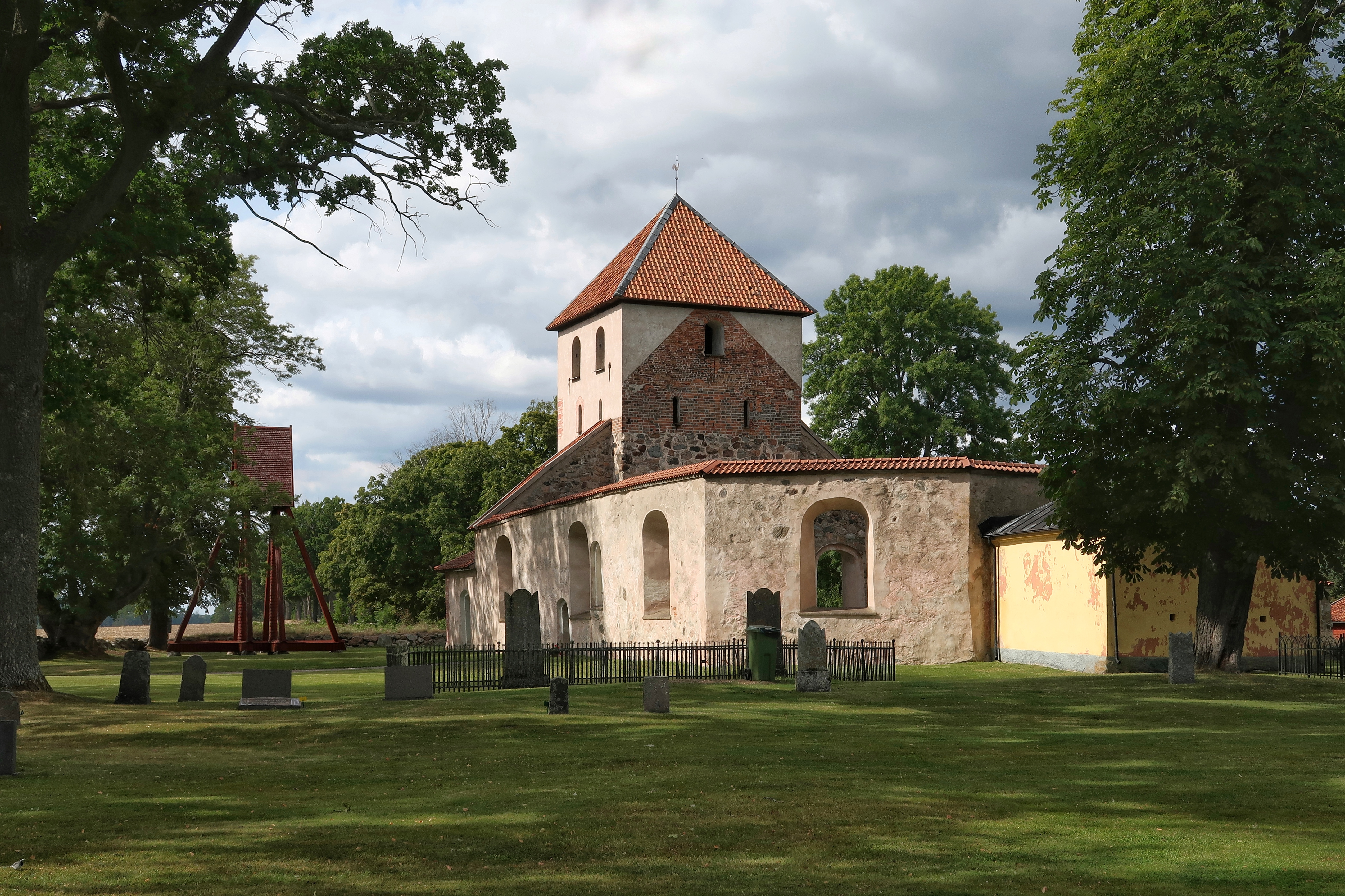
Björkviks gamla kyrka.
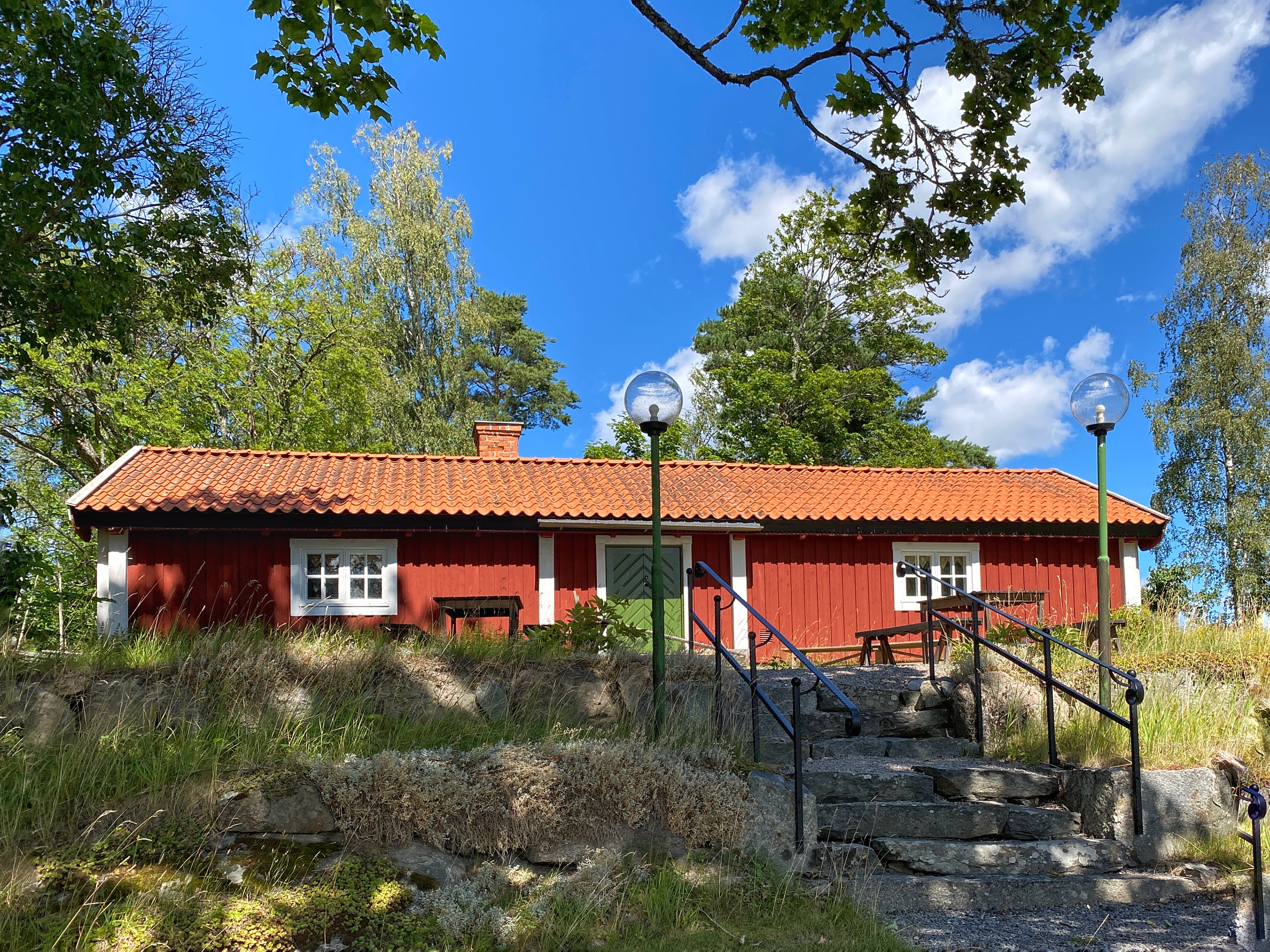
Hembygdsföreningens ryggåsstuga vid Grindtorp.